# Przełęcz Woliborska
Die Przełęcz Woliborska (deutsch Volpersdorfer Plänel) ist ein Gebirgspass im Eulengebirge in Niederschlesien am Kreuzungspunkt der Straße von Kłodzko (Glatz) nach Dzierżoniów (Reichenbach) mit dem Kammweg des Eulengebirges. Der Pass ist benannt nach Volpersdorf (seit 1945: Wolibórz), dem Ort am westlichen Fuß des Eulengebirges, über den der Pass erreichbar ist.

## Geschichte

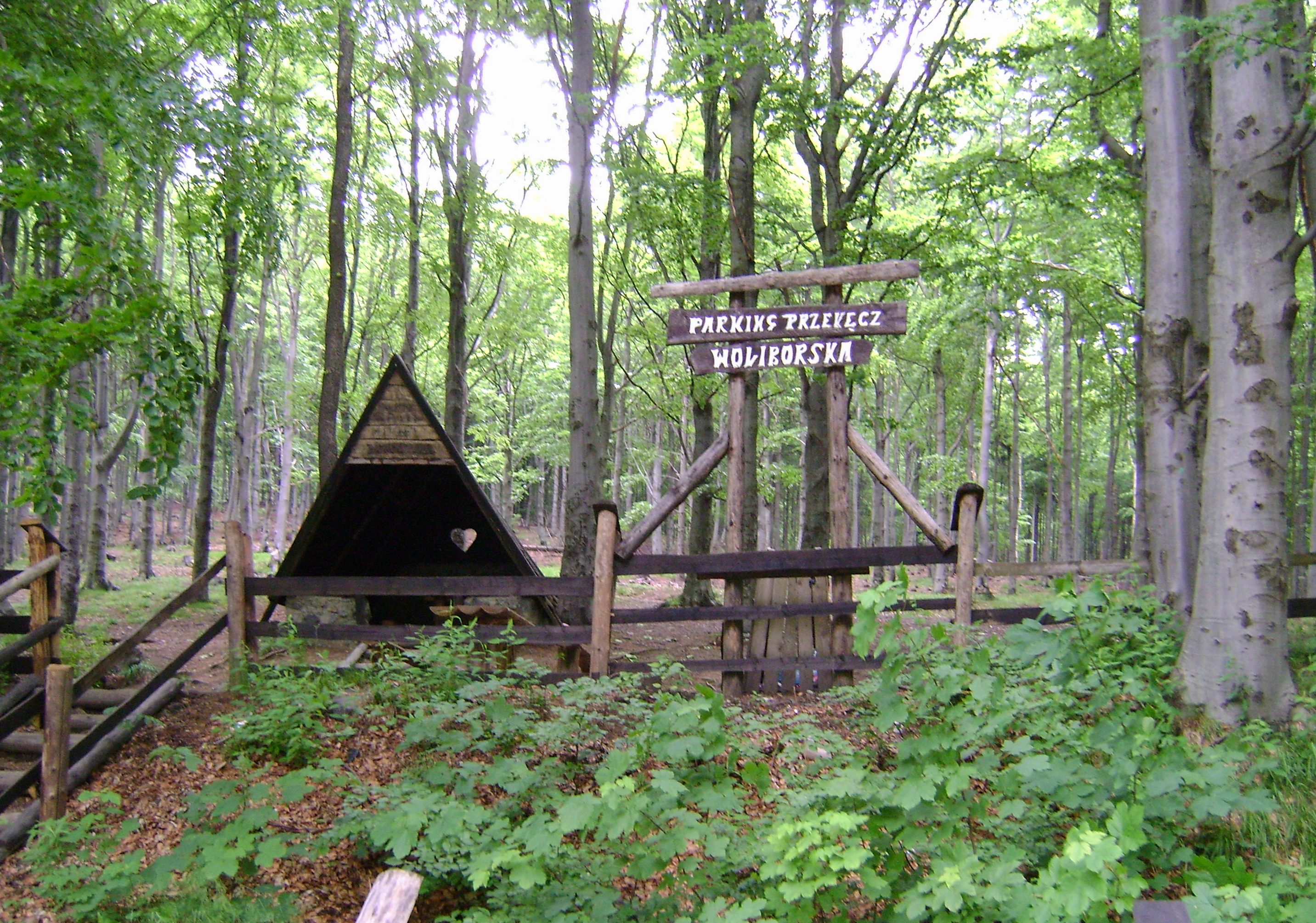

Die deutsche Bezeichnung Volpersdorfer Plänel ist von Plan abgeleitet und bezieht sich auf die ebene Fläche am Scheitelpunkt der über das Gebirge führenden Straßen oder Wege. Das Plänel wurde über Jahrhunderte als Holzverladeplatz genutzt, später auch für den Transport von Kohle aus den Gruben des Neuroder Kohlereviers, die „ins Land“ – gemeint war die schlesische Ebene – verkauft wurde.
Mit der touristischen Erschließung des Eulengebirges wurde am Volpersdorfer Plänel die „Plänelbaude“ erbaut und in den 1930ern erneuert. Heute steht am Pass eine Schutzhütte.

## Wanderwege
- rote Markierung – Abschnitt des Hauptweges der Sudeten entlang des Kamms des Eulengebirges
- blauer Wanderweg – Abschnitt des europäischen Fernwanderweges E3 von der Hohen Eule nach Silberberg
- schwarze Markierung – von Nowa Ruda (Neurode) nach Brodziszów (Dittersbach).